# Fun Boy Three

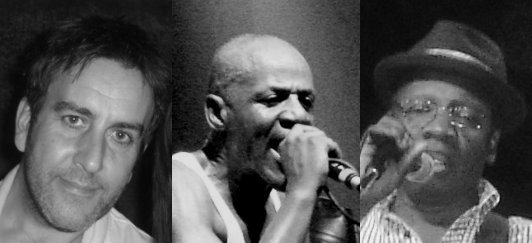
Terry Hall (links), Neville Staple (midden) en Lynval Golding

Fun Boy Three was een afsplitsing van de Britse skaband The Specials, bestaande uit Terry Hall, Lynval Golding en Neville Staple. Tijdens hun korte bestaan (1981-1984) waren ze enorm populair in Groot-Brittannië en scoorden ze er zes top 40-hits.

## Geschiedenis

### Breuk met de Specials en debuutsingle
Fun Boy Three was ontstaan doordat Hall, Staple en Golding zich geremd voelden in hun creativiteit. Ze verlieten The Specials na het nr. 1-succes van Ghost Town en namen manager Rick Rogers mee. De muziek werd minder ska en meer pop, maar zonder de (politieke) boodschap uit het oog te verliezen. Om duidelijk te maken dat de Funboys een andere koers gingen varen, werden de rudeboypakken en gleufhoedjes omgeruild voor (sportieve) vrijetijdskleding en andere kapsels: Hall had nu een geblondeerd palmboomkapsel, Golding een afro en Staple dreadlocks.
Vlak nadat het restant van The Specials uit elkaar was gegaan, verscheen de eerste single van Fun Boy Three. The Lunatics (Have Taken Over The Asylum) werd fel bekritiseerd omdat het nummer aanstootgevend zou zijn voor (ex-)psychiatrische patiënten, maar ook managers en hun familieleden. Desondanks werd het een hit in Engeland.

### Samenwerking met Bananarama
Met de opvolger It Ain't What You Do (It's The Way That You Do It) brak Fun Boy Three begin 1982 ook op het Europese vasteland door. Deze single was een samenwerking  met Bananarama dat ook op drie andere nummers van het debuutalbum Fun Boy Three te horen was en in de komende jaren tot de succesvolste meidengroep van de 20e eeuw (samen met The Spice Girls) zou uitgroeien. Als tegenprestatie werd Fun Boy Three door Bananarama gevraagd om mee te werken aan hun single Really Saying Something. Ook dit nummer werd voorjaar 1982 een grote hit.
Plannen om op tournee te gaan moesten echter worden uitgesteld omdat Golding zwaargewond het ziekenhuis werd ingeslagen.

### Tweede album en Fungirls
Begin 1983 verscheen het tweede album Waiting, geproduceerd door David Byrne van Talking Heads. Vijf singles zouden ervan worden getrokken: The Telephone Always Rings (over mensen die denken dat ze populair zijn), The More I See The Less I Believe (over de Ierse kwestie), Tunnel Of Love (over de nadelen van het huwelijk), Summertime (George Gershwin) en Our Lips Are Sealed (geschreven door Terry Hall en Jane Wiedlin van de Amerikaanse meidengroep The Go-Go's die er in 1981 in eigen land een nr 1-hit mee scoorden).
Eindelijk gingen de Funboys op tournee. Ze werden begeleid door vrouwelijke muzikanten en gebruikten Ghost Town als opkomstnummer. Daar bleef het niet bij, want in de toegift kwamen Gangsters en You're Wondering Now voorbij. In Duitsland maakte Rockpalast concertopnamen en op 23 mei 1983 werd Pinkpop aangedaan.

### Einde van een tijdperk
Ondanks de grote successen raakte zanger Hall zijn interesse in de groep kwijt en besloot hij een nieuwe weg in te slaan. Na terugkeer van een Amerikaanse tournee ging Fun Boy Three eind 1983 uit elkaar. Terry Hall begon dan samen met zanger en gitarist Ian Broudie (later van The Lightning Seeds) de groep The Colourfield. Ook die groep bestond maar drie jaar en scoorde enkele hitjes in Groot-Brittannië, maar heeft het succes van Fun Boy Three nooit overtroffen.
In 2008 kwamen Hall, Staple en Golding weer bijeen als leden van de originele Specialsbezetting, maar zonder toetsenist/bandleider Jerry Dammers. In 2013 stonden ze voor het laatst alle drie op het podium. Staple richtte zich weer op zijn solocarrière, tot hij tien jaar later een hartoperatie onderging en als gevolg daarvan al zijn geplande concerten moest afzeggen. Hall overleed in december 2022 op 63-jarige leeftijd aan kanker. Hij heeft nog twee Specialsalbums kunnen maken: Encore met daarop een nieuwe versie van The Lunatics en Protest Songs 1924-2012, dat tijdens de coronapandemie tot stand kwam. Golding kwam als eerbetoon met de single When A Light Goes Out die hij in beperkte mate promootte. Vanwege een rugoperatie is hij gestopt met gitaarspelen.

## Discografie
Albums
- 1982 - Fun Boy Three
- 1983 - Waiting

Singles
- 1981 - The Lunatics Have Taken Over The Asylum
- 1982 - It Ain't What You Do (It's The Way That You Do It) (met Bananarama)
- 1982 - Really Saying Something (Bananarama met Fun Boy Three)
- 1983 - The Telephone Always Rings
- 1983 - Summertime
- 1983 - The More I See The Less I Believe
- 1983 - The Tunnel Of Love
- 1983 - Our Lips Are Sealed